# Número EC
Os números EC (no inglês Enzyme Commission Numbers) são um esquema de classificação numérica para as enzimas, baseado nas reações químicas que catalisam.
Como sistema de nomenclatura de enzimas, cada número EC está associado a um nome recomendado para a referida enzima. Na realidade os números EC codificam reações catalisadas por enzimas. Enzimas diferentes (por exemplo que procedam de organismos diferentes) que catalisem a mesma reação receberiam o mesmo número EC.
O nível superior desta classificação é:
- EC 1 Oxirredutases: catalisam as reações de oxidação-redução.
- EC 2 Transferases: transferem um grupamento funcional (por exemplo, um grupo metila ou fosfato), transferem um grupo doador para um receptor.
- EC 3 Hidrolases: catalisam as hidrólises, a quebra de ligações e estruturas com participação neste processo da ação da água.
- EC 4 Liases: clivagem de ligações em a ação da água.
- EC 5 Isomerases: catalisam as reações de isomerização de moléculas simples.
- EC 6 Ligases: Formação de ligações, por condensação de substâncias.
- EC 7 Translocases: catalisam o processo de translocação de entidades químicas (tais como iões, metabolitos ou até mesmo péptidos e proteínas) entre diferentes regiões espaciais fisicamente separadas (por exemplo, de uma face da membrana plasmática para a outra)[1].

Cada código de enzimas consiste nas duas letras EC seguidas por 4 números separados por pontos. Estes números representam uma classificação progressivamente mais específica. Por exemplo, a enzima tripéptido aminopeptidase tem o código EC 3.4.11.4, construído: 3 por hidrolase (enzima que usa a água para catalisar algumas moléculas), 3.4 por hidrolase, que atua sobre as ligações peptídicas, 3.4.11 por aquelas que atuam sobre o amino-terminal de aminoácidos de um polipeptídeo, e 3.4.11.4 por aquelas que atuam sobre o amino-terminal final de um tripeptídeo.